# Raymond Breton
Raymond Breton est un linguiste et missionnaire dominicain né à Vitteaux le 3 septembre 1609 et mort à Caen le 8 janvier 1679. Il est l'auteur du premier dictionnaire français-caribe.

## Biographie
Breton intègre le prieuré Saint-Jacques à Paris en 1627. Il y obtient un diplôme en théologie et part, avec trois autres Dominicains, pour la Caraïbe en 1635. Breton passe 20 ans dans les Antilles. De 1641 à 1651, il réside à Dominique et vit avec les Caribes et les Garifunas. Il voyage aussi dans les îles des Antilles pour évangéliser les autochtones et pour cela apprend plusieurs langues caribes.
Breton revient en France en 1654 et est chargé de la formation des prêtres qui se rendent aux Antilles. Il rédige un catéchisme destiné aux Caribes (1664), un dictionnaire français-caribe et caribe-français (1665) et une grammaire caribe (1667).
Il témoigne que des Arawaks de Terre Ferme « ennemis mortels des Caraïbes », utilisent cette guerre pour vendre « les hommes et les jeunes gens prisonniers aux Français, aux Hollandais et aux Anglais».

## Publications
- Relatio Gestorum a primis Praedicatorum missionariis in insulis Americanis ditionis gallicae praesertim apud Indos indigenas quos Caribes vulgo dicunt ab anno 1634 ad annum 1643.
- Grammaire caraïbe suivie du Catéchisme caraïbe, Raymond Breton (édition de 1877 à lire en ligne)